# Назарян, Армен Людвигович
Армен Людвигович «Чамич» Назарян (арм. Արմեն Նազարյան; род. 9 марта 1974, Масис, Армянская ССР) — армянский и болгарский борец греко-римского стиля, многократный чемпион Армении и Болгарии, шестикратный чемпион Европы (1994, 1995, 1998, 1999, 2002, 2003), трёхкратный чемпион мира (2002, 2003, 2005), двукратный олимпийский чемпион (1996, 2000). В 2007 году имя Армена Назаряна было включено в Зал славы Международной федерации объединённых стилей борьбы (ФИЛА).

## Биография
Армен Назарян начал заниматься греко-римской борьбой в 1983 году в Масисе у Роберта Нерсесяна. В 1987 году поступил в ереванскую СДЮШОР, где продолжил тренироваться под руководством Роберта Асрияна.
Первые успехи на международном уровне пришли к Армену Назаряну в 1993 году, когда он стал чемпионом мира среди молодёжи и серебряным призёром чемпионата мира среди взрослых. В 1994 году побеждал на молодёжном и взрослом чемпионатах Европы. В 1995 году снова становился чемпионом Европы и серебряным призёром чемпионата мира. Таким образом уже к первым для него Олимпийским играм в Атланте Армен Назарян подошёл в статусе одного из фаворитов соревнований в своей весовой категории. В ходе олимпийского турнира он одержал уверенные победы во всех пяти схватках, при этом взяв верх над действующим чемпионом Европы украинцем Андреем Калашниковым и действующим чемпионом мира россиянином Самвелом Даниеляном. Завоевав золотую медаль Олимпийских игр в Атланте, Армен Назарян вошёл в историю спорта как первый армянский спортсмен, ставший олимпийским чемпионом после того как Армения получила возможность делегировать на Олимпийские игры отдельную команду под своим флагом.
В 1997 году Армен Назарян переехал в Болгарию и в дальнейшем выступал на международных соревнованиях за эту страну. Тогда же он перешёл в более тяжёлую весовую категорию. На протяжении двух следующих олимпийских циклов Армен Назарян стал одним из самых титулованных борцов своего времени, четырежды побеждая на чемпионатах Европы и дважды на чемпионатах мира, завоевав золотую и бронзовую медали на Олимпийских играх в Сиднее и Афинах соответственно. В 1998 и 2003 годах признавался ФИЛА лучшим борцом года.
В 2005 году он третий раз стал чемпионом мира, а после неудачного выступления на чемпионате мира в 2006 году в Гуанчжоу взял длительную паузу в выступлениях. Вернувшись на ковёр в 2008 году, Армен Назарян выиграл серебряную медаль чемпионата Европы в Тампере и получил таким образом право участвовать в Олимпийских играх в Пекине. В начале олимпийского турнира уже в первой схватке он победил действующего чемпиона мира Давида Бединадзе, но в дальнейшем не смог завоевать медаль. После этого принял решение завершить свою спортивную карьеру. Относительно неудачные выступления в конце карьеры и необходимость её завершения Армен Назарян объяснял не столько неизбежным в его возрасте ухудшением физических кондиций, сколько психологической усталостью, которая возникала при необходимости выходить на несколько поединков, проводимых в коротком временном интервале.
С 2008 года Армен Назарян сосредоточился на тренерской деятельности. В ноябре 2012 года назначен главным тренером сборной Болгарии по греко-римской борьбе. В 2013 году был признан лучшим тренером года в Болгарии.

## Семья
Женат на актрисе Инге Назарян. В их семье трое детей: Эдмонд (род. 2002), Гриша (род. 2005) и Инесса (род. 2007). Старший сын Эдмонд Назарян также стал известным борцом греко-римского стиля, чемпионом Европы 2020 года.

## Награды
- Медаль Признательности[арм.] (24 сентября 2015 года) — за вклад в развитие физической культуры и спорта[5].
- Почётный знак Президента Болгарии (2024 год)[6]